# Reza Ghoochannejad
Resa Ghoochannejhad (persa: رضا قوچاننژاد, nascut el 20 de setembre 1987), sobrenomenat "Gucci", és un exfutbolista neerlandès i iranià que jugava com a davanter. Va ser internacional amb l'Iran.